# Boris Ulianich
Boris Ulianich (Bogliuno, 12 febbraio 1925 – Napoli, 31 marzo 2023) è stato un politico, filosofo e storiografo italiano.

## Biografia
Folignate di adozione, nacque nell’istriana Bogliuno (attualmente Boljun, in Croazia) il 12 febbraio 1925. Formatosi a Roma, dove si laureò in Filosofia, e presso l’Istituto di Storia europea di Mainz, ebbe come maestri figure fondamentali della storiografia novecentesca, in particolare Carlo Antoni, Delio Cantimori, Federico Chabod e Joseph Lortz, e collaborò con studiosi di grande rilievo della storia del cristianesimo italiana come Giuseppe Alberigo, Paolo Brezzi e Paolo Prodi. Faceva infatti parte del primo gruppo bolognese di studi religiosi guidato da Giuseppe Dossetti. Fu proprio grazie a Brezzi che Ulianich giunse a Napoli nel 1967, succedendo al maestro su quella che era stata la cattedra di Adolfo Omodeo presso l'Università degli Studi di Napoli Federico II. Lì fondò, insieme a Vincenzo Cilento, l’Istituto di studi storico-religiosi, di cui fu Direttore ininterrottamente a partire dal 1973 fino al trasferimento degli istituti nelle neonate strutture dipartimentali. Intellettuale di chiara ispirazione cattolica, ma sempre e comunque laico nel metodo e nella prospettiva di analisi, dedicò la sua attività di ricerca alla Riforma luterana, ai riverberi delle questioni sollevate da Lutero all’interno del cattolicesimo italiano e alla loro permanenza nella riflessione teologica novecentesca. Di fondamentale rilevanza è senza dubbio la sua edizione critica delle  Lettere ai Gallicani di Paolo Sarpi, oltre ai numerosi saggi e articoli su momenti della Riforma e sulla ricezione dei nodi ad essa legati o connessi nel quadro storico-culturale italiano tridentino e post-tridentino e nei dibattiti culturali dell’Europa del Novecento (raccolti in parte nel volume Riforma e riforme. Momenti di storia e storiografia, Napoli 1995). Direttore per lungo tempo della Collana di Studi storico-religiosi de il Mulino, curò l’edizione italiana di opere fondamentali della riflessione critico-teologica novecentesca, dalla Storia della Chiesa nello sviluppo delle sue idee (1958) a La Riforma in Germania (2 voll.; 1978-1981) di Joseph Lortz, fino a Cristo e il tempo di Oscar Cullmann (1965)
Non può essere dimenticata l’infaticabile attività di Ulianich come ideatore e organizzatore di convegni scientifici di rilievo nazionale e internazionale, come quello su La croce. Iconografia e interpretazione (secoli I-XVI), celebratosi a Napoli tra il 6 e l’11 dicembre 1999 (praticamente in concomitanza con l’apertura del Grande giubileo del 2000) – i cui atti hanno visto la luce nel 2007 (3 voll., per i tipi di Elio de Rosa, Napoli) . Inoltre egli partecipò, in qualità di consulente esperto, alla realizzazione di film di notevole rilevanza nella storia del cinema italiano, come Francesco di Assisi (1966) e Galileo (1968) di Liliana Cavani.
Senatore della Repubblica italiana per tre legislature dal 1978 al 1992 nel gruppo della Sinistra indipendente, Ulianich fu un intellettuale estremamente attivo nel dibattito pubblico su diversi fronti, intervenendo sui rapporti tra Chiesa cattolica e Stato italiano (si pensi ai suoi interventi sul Concilio Vaticano II), sul ruolo dell’istruzione pubblica, senza trascurare questioni di urgente drammaticità come la ricostruzione successiva al terremoto dell’Irpinia del 1980 (e di cui sono testimonianza i numerosi interventi ancora ascoltabili sul sito di Radio Radicale).
Boris Ulianich è morto nel 2023 a Napoli, dove risiedeva. Aveva 98 anni.